# Schindleriidae
Schindleriidae é uma família de peixes da subordem Gobioidei.

## Espécies
- Schindleria brevipinguis Watson & Walker, 2004.
- Schindleria pietschmanni (Schindler, 1931).
- Schindleria praematura (Schindler, 1930).